# Zendesk
Zendesk ist ein Software-Unternehmen mit Hauptsitz in San Francisco, Kalifornien. Das Unternehmen vertreibt eine cloudbasierte Kundensupport-Plattform mit dem Namen Zendesk, die Helpdesk-Ticketing, Self-Service- und Kundenservice-Supportfunktionen bietet. 2007 gegründet, beschäftigt Zendesk heute mehr als 4000 Mitarbeiter und hat über 160.000 Kunden in 160 Ländern.

## Geschichte
Das Unternehmen wurde 2007 von Mikkel Svane, Alexander Aghassipour und Morten Primdahl in Kopenhagen gegründet. Im Jahre 2008 erhielt Zendesk eine Startfinanzierung vom Business Angel Christoph Janz in Höhe von 500.000 US-Dollar. Nach dem Erhalt einer Serie-B-Finanzierung von Charles River Ventures und Benchmark Capital in Höhe von sechs Millionen US-Dollar zog das Unternehmen 2009 nach San Francisco, Kalifornien, um dort seinen Hauptsitz zu eröffnen. 2012 erhielt Zendesk weitere Finanzierungen in Höhe von 60 Millionen US-Dollar, was einen Gesamtfinanzierungsbetrag von 86 Millionen US-Dollar ergab. Zendesk hatte seinen Börsengang im Mai 2014 der New York Stock Exchange. Im November 2022 wurde Zendesk von einem durch Hellman & Friedman und Permira angeführten Konsortium übernommen und von der Börse genommen. Im Mai 2015 wurde die Zendesk Neighbor Foundation gegründet.

## Produkte

### Zendesk
Die Software basiert auf Ruby on Rails, das dafür bekannt ist, Dutzende von Content-Management-Systemen, Customer-Relationship-Management-Tools und Web-Apps integrieren zu können. Die Zendesk-Plattform ist außerdem für mobile Endgeräte und die im März 2013 veröffentlichte Zendesk iPad-App optimiert. Im Dezember 2013 gab Zendesk Integrationen mit SurveyMonkey und MailChimp bekannt, um Umfragen und E-Mail-Kampagnen direkt aus Zendesk heraus unterstützen zu können.

### Help Center
Im August 2013 wurde das Help Center vorgestellt. Dies ist eine Erweiterung der Kundenservice-Plattform, die Kunden Zugriff auf Self-Service-Optionen inklusive einer Wissensdatenbank, FAQs und Community-Foren gibt. Über ein zentrales Kundenportal können Anwender Einträge aus den hinterlegten Foren und Wissensdatenbanken suchen. Das Help Center ist mit individuellen Designs auf Ruby on Rails und JavaScript konzipiert.

## Standorte
Zendesk ist ein internationales Unternehmen und hat Büros in mehr als 18 Ländern, u. a. in:
- San Francisco, Kalifornien (Hauptsitz)
- Melbourne, Australien
- São Paulo, Brasilien
- Montreal, Kanada
- Kopenhagen, Dänemark
- Montpellier, Frankreich
- Berlin, Deutschland
- Bengaluru, Indien
- Dublin, Irland
- London, Vereinigtes Königreich
- Singapur, Singapur

## Soziales Engagement
Ab 2012 spendete Zendesk regelmäßig Einnahmen aus dem Starter-Abonnentenplan an soziale Organisationen, wie Charity: Water, die St. Anthony’s Foundation, Dry July, COSMIC, und das Children’s Health Ireland at Temple Street.
Im Mai 2015 gründete Zendesk eine eigene Stiftung: die Zendesk Neighbor Foundation. Die Stiftung veröffentlicht jährlich Berichte auf ihrer Website, welche Organisationen unterstützt wurden. Im Jahr 2018 hatte die Stiftung Einnahmen in Höhe von 1.784.107 $ und Ausgaben von 1.066.531 $. 2019 wurden insgesamt 90 Zuschüsse an 58 Non-Profit-Organisationen in Höhe von 1.351.625 $ verteilt. Die Mitarbeiter von Zendesk haben insgesamt 22.000 Stunden gemeinnütziger Arbeit geleistet. Im Jahr 2020 wurden von der Stiftung 3.331.951 $ gespendet an 79 Non-Profit-Organisationen, darunter auch nachhaltige Projekte, wie die Aufforstung kalifornischer Wälder durch die Folgen von Bränden.

## Auszeichnungen
- 2011 CODiE Awards Best Relationship Management Solution[24]
- 2013 Crunchies Sexiest Enterprise Startup[25]
- 2018 Comparably Best Company Work-Life Balance[26]
- 2018 Comparably Best CEOs for Diversity[26]